# Saison 2019-2020 de la Section paloise
Cette page présente la saison 2019-2020 de la Section paloise  en Top 14 et en challenge européen.

## Entraîneurs
- Nicolas Godignon (manager sportif)
- Frédéric Manca (manager sportif)
- Conrad Smith (high performance manager, chargé de la stratégie sportive et de la défense)
- Paul Tito (entraîneur adjoint chargé des avants)
- Thomas Domingo (chargé de la mêlée)
- Geoffrey Lanne-Petit (entraîneur adjoint chargé des arrières)

## La saison
La saison est marquée par une suspension du championnat à partir du 13 mars après le début de la propagation de la pandémie de Covid-19 en France. Le 30 avril, la LNR propose l'arrêt définitif du championnat, après une réunion extraordinaire organisée la veille avec tous les membres du bureau exécutif et les présidents de clubs. Par conséquent, le titre national n'est pas attribué et aucune promotion, ni relégation n'est promulguée, à l'issue de cette édition ; la décision est définitivement approuvée par le comité directeur de la LNR le 2 juin.

## Effectif 2019-2020
| Nom                       | Poste            | Naissance         | Nationalité sportive | Sélections (points) | Dernier club    | Arrivée au club (année) |
| ------------------------- | ---------------- | ----------------- | -------------------- | ------------------- | --------------- | ----------------------- |
| Geoffrey Moïse            | Pilier           | 20 août 1991      | Portugal             | -                   | Formé au club   | 2011                    |
| Matt Tierney              | Pilier           | 4 juillet 1996    | Canada               |                     | Ontario Blues   | 2015                    |
| Malik Hamadache           | Pilier           | 17 octobre 1988   | Algérie              |                     | SC Albi         | 2016                    |
| Lourens Adriaanse         | Pilier           | 5 février 1986    | Afrique du Sud       |                     | Sharks          | 2017                    |
| Nicolas Corato            | Pilier           | 7 octobre 1997    | France               | -                   | FC Auch         | 2017                    |
| Mohamed Boughanmi         | Pilier           | 24 octobre 1991   | France               |                     | Stade Rochelais | 2019                    |
| Quentin Lespiaucq-Brettes | Talonneur        | 16 février 1995   | France               | -                   | US Dax          | 2015                    |
| Lucas Rey                 | Talonneur        | 27 avril 1997     | France               | -                   | Formé au club   | 2015                    |
| Laurent Bouchet           | Talonneur        | 27 avril 1997     | France               | -                   | FC Grenoble     | 2017                    |
| Daniel Ramsay             | Deuxième ligne   | 1er juin 1984     | Nouvelle-Zélande     | -                   | Otago RFU       | 2012                    |
| Fabrice Metz              | Deuxième ligne   | 23 janvier 1991   | France               |                     | Racing 92       | 2016                    |
| Dan Malafosse             | Deuxième ligne   | 14 janvier 1992   | France               | -                   | Stade montois   | 2018                    |
| Julien Delannoy           | Deuxième ligne   | 15 juin 1995      | France               | -                   | Montpellier HR  | 2018                    |
| Giovanni Habel Kuffner    | Troisième ligne  | 9 janvier 1995    | Samoa                | -                   | Formé au club   | 2015                    |
| Lekima Tagitagivalu       | Troisième ligne  | 4 décembre 1995   | Fidji                | -                   | Formé au club   | 2015                    |
| Antoine Erbani            | Troisième ligne  | 7 février 1990    | France               | -                   | SU Agen         | 2018                    |
| Pierrick Gunther          | Troisième ligne  | 16 octobre 1989   | France               | -                   | US Oyonnax      | 2016                    |
| Baptiste Pesenti          | Troisième ligne  | 3 juillet 1997    | France               | -                   | Montpellier HR  | 2016                    |
| Martin Puech              | Troisième ligne  | 14 décembre 1988  | France               | -                   | Colomiers       | 2017                    |
| Dominiko Waqaniburotu     | Troisième ligne  | 20 avril 1986     | Fidji                |                     | CA Brive        | 2019                    |
| Thibault Daubagna         | Demi de mêlée    | 20 mai 1994       | France               | -                   | Formé au club   | 2013                    |
| Clovis Le Bail            | Demi de mêlée    | 29 novembre 1995  | France               | -                   | Formé au club   | 2015                    |
| Christopher Kaiser        | Demi de mêlée    | 22 mai 1996       | France               | -                   | Formé au club   | 2017                    |
| Julien Blanc              | Demi de mêlée    | 4 octobre 1992    | France               | -                   | AS Béziers      | 2018                    |
| Samuel Marques            | Demi de mêlée    | 8 décembre 1988   | Portugal             |                     | CA Brive        | 2019                    |
| Antoine Hastoy            | Demi d'ouverture | 4 juin 1997       | France               | -                   | Formé au club   | 2015                    |
| Colin Slade               | Demi d'ouverture | 10 octobre 1987   | Nouvelle-Zélande     |                     | Crusaders       | 2015                    |
| Tom Taylor                | Demi d'ouverture | 11 mars 1989      | Nouvelle-Zélande     |                     | RC Toulon       | 2016                    |
| Julien Fumat              | Centre           | 26 mars 1987      | France               | -                   | Formé au club   | 2005                    |
| Jale Vatubua              | Centre           | 30 août 1991      | Fidji                |                     | Rebels          | 2012                    |
| Pierre Dupouy             | Centre           | 14 octobre 1996   | France               | -                   | FC Auch         | 2015                    |
| Benson Stanley            | Centre           | 11 septembre 1984 | Nouvelle-Zélande     |                     | ASM Clermont    | 2017                    |
| Florian Nicot             | Centre           | 30 septembre 1986 | France               | -                   | Colomiers       | 2017                    |
| Pierre Nueno              | Centre           | 15 mai 1996       | France               | -                   | Avenir Bizanos  | 2017                    |
| Atila Septar              | Centre           | 2 juin 1996       | France               | -                   | ASM Clermont    | 2018                    |
| Bastien Pourailly         | Ailier           | 15 mars 1994      | France               | -                   | Formé au club   | 2014                    |
| Marvin Lestremau          | Ailier           | 19 juillet 1996   | France               | -                   | Formé au club   | 2015                    |
| Watisoni Votu             | Ailier           | 25 mars 1985      | Fidji                |                     | USA Perpignan   | 2015                    |
| Adrien Planté             | Ailier           | 21 avril 1985     | France               |                     | ASM Clermont    | 2017                    |
| Frank Halai               | Ailier           | 6 mars 1988       | Nouvelle-Zélande     |                     | Wasps           | 2017                    |
| Ben Smith                 | 1er juin 1986    | Ailier            | Nouvelle-Zélande     |                     | Highlanders     | 2019                    |
| Charly Malié              | Arrière          | 5 novembre 1991   | Espagne              |                     | US Montauban    | 2015                    |
| Tom Taylor                | Arrière          | 11 mars 1989      | Nouvelle-Zélande     |                     | RC Toulon       | 2016                    |
| Mathias Colombet          | Arrière          | 1er mai 1997      | France               | -                   | Formé au club   | 2017                    |
| Jesse Mogg                | Arrière          | 8 juin 1989       | Australie            |                     | Montpellier HR  | 2018                    |

## Calendrier et résultats
| Date du match     | Domicile              | Extérieur             | Score | Lieu du match          | Catégorie             | Classement |
| ----------------- | --------------------- | --------------------- | ----- | ---------------------- | --------------------- | ---------- |
| 24 août 2019      | Section paloise       | CA Brive              | 33-14 | Stade du Hameau        | 1re journée de Top 14 | 3          |
| 31 août 2019      | Montpellier HR        | Section paloise       | 43-22 | GGL Stadium            | 2e journée de Top 14  | 9          |
| 7 septembre 2019  | Section paloise       | SU Agen               | 18-12 | Stade du Hameau        | 3e journée de Top 14  | 5          |
| 14 septembre 2019 | ASM Clermont          | Section paloise       | 28-37 | Stade Marcel Michelin  | 4e journée de Top 14  | 3          |
| 28 septembre 2019 | Stade toulousain      | Section paloise       | 24-23 | Stade Ernest-Wallon    | 5e journée de Top 14  | 3          |
| 6 octobre 2019    | Section paloise       | Racing 92             | 3-31  | Stade du Hameau        | 6e journée de Top 14  | 6          |
| 12 octobre 2019   | Lyon OU               | Section paloise       | 27-8  | Matmut Stadium Gerland | 7e journée de Top 14  | 11         |
| 19 octobre 2019   | Section paloise       | Castres olympique     | 37-24 | Stade du Hameau        | 8e journée de Top 14  | 8          |
| 9 novembre 2019   | Aviron bayonnais      | Section paloise       | 3-9   | Stade Jean-Dauger      | 9e journée de Top 14  | 3          |
| 30 novembre 2019  | Section paloise       | RC Toulon             | 9-19  | Stade du Hameau        | 10e journée de Top 14 | 9          |
| 22 décembre 2019  | Stade français        | Section paloise       | 21-18 | Stade Jean-Bouin       | 11e journée de Top 14 | 12         |
| 29 décembre 2019  | Section paloise       | Union Bordeaux Bègles | 23-27 | Stade du Hameau        | 12e journée de Top 14 | 10         |
| 4 janvier 2020    | Section paloise       | Stade rochelais       | 13-44 | Stade du Hameau        | 13e journée de Top 14 | 10         |
| 25 janvier 2020   | CA Brive              | Section paloise       | 33-26 | Stade Amédée-Domenech  | 14e journée de Top 14 | 11         |
| 15 février 2020   | Section paloise       | ASM Clermont          | 20-23 | Stade du Hameau        | 15e journée de Top 14 | 13         |
| 22 février 2020   | Castres olympique     | Section paloise       | 26-16 | Stade Pierre-Fabre     | 16e journée de Top 14 | 14         |
| 29 février 2020   | Section paloise       | Montpellier HR        | 19-15 | Stade du Hameau        | 17e journée de Top 14 | 12         |
| Annulé            | SU Agen               | Section paloise       | -     | Stade Armandie         | 18e journée de Top 14 | -          |
| Annulé            | RC Toulon             | Section paloise       | -     | Stade Mayol            | 19e journée de Top 14 | -          |
| Annulé            | Section paloise       | Aviron bayonnais      | -     | Stade du Hameau        | 20e journée de Top 14 | -          |
| Annulé            | Stade rochelais       | Section paloise       | -     | Stade Marcel-Deflandre | 21e journée de Top 14 | -          |
| Annulé            | Section paloise       | Lyon OU               | -     | Stade du Hameau        | 22e journée de Top 14 | -          |
| Annulé            | Section paloise       | Stade toulousain      | -     | Stade du Hameau        | 23e journée de Top 14 | -          |
| Annulé            | Racing 92             | Section paloise       | -     | Paris La Défense Arena | 24e journée de Top 14 | -          |
| Annulé            | Section paloise       | Stade français        | -     | Stade du Hameau        | 25e journée de Top 14 | -          |
| Annulé            | Union Bordeaux Bègles | Section paloise       | -     | Stade Chaban-Delmas    | 26e journée de Top 14 | -          |

### Phase qualificative: classement final au 1er mars 2020
| Rang | Club                  | J  | V  | N | D  | Bo | Bd | Pm  | Pe  | Diff | Pts |
| ---- | --------------------- | -- | -- | - | -- | -- | -- | --- | --- | ---- | --- |
| 1    | Union Bordeaux Bègles | 17 | 13 | 1 | 3  | 6  | 1  | 475 | 317 | +158 | 61  |
| 2    | Lyon OU               | 17 | 12 | 0 | 5  | 5  | 0  | 463 | 304 | +159 | 53  |
| 3    | Racing 92 (P)         | 17 | 9  | 1 | 7  | 5  | 3  | 451 | 324 | +127 | 46  |
| 4    | RC Toulon             | 17 | 9  | 2 | 6  | 3  | 1  | 386 | 334 | +52  | 44  |
| 5    | Stade rochelais       | 17 | 9  | 0 | 8  | 3  | 3  | 370 | 377 | -7   | 42  |
| 7    | ASM Clermont          | 17 | 10 | 0 | 7  | 1  | 0  | 423 | 415 | +8   | 41  |
| 8    | Stade toulousain (T)  | 17 | 8  | 1 | 8  | 4  | 2  | 368 | 331 | +37  | 40  |
| 6    | Montpellier HR        | 17 | 6  | 3 | 8  | 2  | 5  | 404 | 390 | +14  | 37  |
| 10   | Castres olympique     | 17 | 7  | 0 | 10 | 3  | 2  | 392 | 460 | -68  | 33  |
| 9    | CA Brive              | 17 | 7  | 1 | 9  | 1  | 2  | 364 | 439 | -75  | 33  |
| 11   | Aviron bayonnais (P)  | 17 | 7  | 1 | 9  | 0  | 3  | 327 | 409 | -82  | 33  |
| 12   | Section paloise       | 17 | 6  | 0 | 11 | 0  | 4  | 334 | 414 | -80  | 28  |
| 14   | SU Agen               | 17 | 5  | 1 | 11 | 0  | 4  | 323 | 404 | -81  | 26  |
| 13   | Stade français Paris  | 17 | 5  | 1 | 11 | 0  | 3  | 328 | 488 | -160 | 25  |

### Challenge européen
Dans le Challenge européen, la Section paloise fait partie de la poule 5 et est opposée aux Anglais des Leicester Tigers, aux Gallois des Cardiff Blues et aux Italiens du Rugby Calvisano.
| Date du match    | Domicile         | Extérieur        | Score   | Lieu du match                   | Catégorie                         | Classement (pts) |
| ---------------- | ---------------- | ---------------- | ------- | ------------------------------- | --------------------------------- | ---------------- |
| 16 novembre 2019 | Leicester Tigers | Section Paloise  | 41 - 20 | Welford Road Stadium, Leicester | 1re journée du Challenge européen | 4 (0)            |
| 22 novembre 2019 | Section Paloise  | Rugby Calvisano  | 61 - 10 | Stade du Hameau                 | 2e journée du Challenge européen  | 2 (5)            |
| 7 décembre 2019  | Cardiff Blues    | Section paloise  | 54 - 22 | Cardiff Arms Park, Cardiff      | 3e journée du Challenge européen  | 3 (5)            |
| 13 décembre 2019 | Section paloise  | Cardiff Blues    | 34 - 29 | Stade du Hameau                 | 4e journée du Challenge européen  | 2 (10)           |
| 11 janvier 2019  | Rugby Calvisano  | Section paloise  | 19 - 47 | Pata Stadium, Calvisano         | 5e journée du Challenge européen  | 2 (15)           |
| 18 janvier 2019  | Section paloise  | Leicester Tigers | 24 - 17 | Stade du Hameau                 | 6e journée du Challenge européen  | 2 (19)           |

| Rang | Équipe           | J | V | N | D | Em | Ee | Bo | Bd | Pm  | Pe  | Diff | Pts |
| ---- | ---------------- | - | - | - | - | -- | -- | -- | -- | --- | --- | ---- | --- |
| 1    | Leicester Tigers | 6 | 5 | 0 | 1 | 23 | 10 | 2  | 1  | 181 | 95  | +86  | 23  |
| 2    | Section paloise  | 6 | 4 | 0 | 2 | 29 | 23 | 3  | 0  | 208 | 170 | +38  | 19  |
| 3    | Cardiff Blues    | 6 | 3 | 0 | 3 | 30 | 13 | 4  | 2  | 216 | 119 | +97  | 18  |
| 4    | Rugby Calvisano  | 6 | 0 | 0 | 6 | 7  | 42 | 0  | 1  | 68  | 289 | -221 | 1   |